# Thoopterus suhaniahae
Thoopterus suhaniahae är en art i familjen flyghundar som förekommer på Sulawesi och på mindre öar i samma region.

## Utseende
Individerna når en kroppslängd (huvud och bål) av 89 till 109 mm och en vikt av 52 till 100 g. Svansen saknas eller den är endast en liten stubbe. Djuret har 74 till 82 mm långa underarmar och 16 till 19 mm stora öron. Huvudet kännetecknas av en lång nos, av korta näsborrar, av avrundade öron och av två stora trekantiga utväxter på nedre läppen. Huvudets gråbruna päls är mörkare än ryggens mörkbruna päls. Thoopterus suhaniahae har ljusare gråbrun päls på bröstet och på buken. Liksom den andra arten i samma släkte har djuret svarta vingar. Arten har en diploid kromosomuppsättning med 38 kromosomer (2n=38).

## Utbredning
Utbredningsområdet ligger på Sulawesi och på Talaudöarna. Arten vistas i låglandet och i bergstrakter mellan 60 och 2100 meter över havet. Den lever främst i ursprungliga regnskogar.

## Ekologi
Thoopterus suhaniahae har främst frukter som föda. På grund av den robusta tanduppsättningen antas att flyghunden kan äta hårda frukter.

## Bevarandestatus
Troligtvis påverkas beståndet av skogsröjningar. Hela populationen antas vara stabil. IUCN listar arten som livskraftig (LC).